# The Darkest Minds (film)
The Darkest Minds is een Amerikaanse sciencefictionfilm uit 2018, geregisseerd door Jennifer Yuh Nelson en gebaseerd op het gelijknamige boek van Alexandra Bracken.

## Verhaal
In een dystopische toekomst doodt een besmettelijke ziekte genaamd Idiopathische Adolescent Acute Neurodegeneratie (IAAN) bijna 90% van alle kinderen en tieners die in de Verenigde Staten wonen, waardoor de overlevenden met ongewone vermogens achterblijven. Deze overlevenden met superkrachten zitten door het hele land gevangen. De kinderen zijn verdeeld in groepen: Groen (hebben een verhoogde intelligentie), Blauw (telekinese), Geel (kan elektriciteit manipuleren), Rood (kan vuur beheersen) en Oranje (hebben telepathie en mind control-mogelijkheden). Ruby Daly is oranje, wat betekent dat ze het psionische vermogen heeft om in de geest van mensen te komen. Kinderen die rood en oranje zijn, worden als te gevaarlijk beschouwd met hun krachten en zouden onmiddellijk moeten worden gedood, maar ze raakt de dokter aan die haar kleur classificeert en zet bij hem de gedachte in zijn hoofd dat ze een groene is.
Zes jaar later wordt Ruby geholpen om uit haar gevangenis te ontsnappen door een verzetsgroep die bekend staat als de Children's League om te vechten voor haar toekomst. Cate, een werker in het kamp, geeft Ruby een paniekknop die kan worden geactiveerd als een tracker als ze in gevaar is. Wanneer Ruby visioenen krijgt terwijl ze Rob, een ander League-lid, aanraakt, wordt ze wantrouwend over hun bedoelingen. Ruby weet te ontsnappen met een stom meisje genaamd Suzume (Zu), een gele. Zu neemt Ruby mee naar Liam, een blauwe, en zijn vriend Charles (Chubs), een groene. De drie komen overeen om Ruby toe te laten zich bij hen te voegen terwijl ze proberen hun weg te vinden naar 'East River', een vermeende veilige haven onder leiding van een Oranje genaamd de 'Slip Kid'.
De vier gaan een verlaten winkelcentrum binnen om voorraden te verzamelen, waar ze paden kruisen met een andere groep overlevenden. De anderen weten waar East River is, maar de enige aanwijzing die ze onthullen - vanwege de subtiele invloed van Ruby's kracht - zijn de letters "E.D.O.". Ruby leidt uiteindelijk af dat dit een radiofrequentie is, die een onthult dat East River zich in Lake Prince, Virginia bevindt.
Ruby reist naar East River en vraagt de groep haar af te zetten bij haar voormalige huis in Salem, Virginia, in de hoop dat ze zich kan verzoenen met haar ouders. Als zij ze door de glazen deur ziet, realiseert ze zich dat ze ervoor gezorgd heeft dat ze haar vergeten zijn en rent ze weg. Ze ontmoet Liam, die haar troost en ze beginnen een romantische band te ontwikkelen, maar Ruby weigert hem aan te raken, uit angst dat haar krachten hem pijn zullen doen.
Bij East River blijkt Slip Kid de zoon van de president te zijn, Clancy Gray, een oranje. Hij leert Ruby hoe ze haar krachten kan beheersen, en in ruil daarvoor laat Ruby hem leren hoe hij de herinneringen van mensen kan wissen. Tijdens dit proces controleert Clancy haar geest en kust haar.
Het wordt onthuld dat Clancy zijn krachten gebruikt om de regering te controleren, en zijn nieuwe geheugen wissende krachten wil gebruiken om Ruby aan zijn zijde te zetten en haar vrienden te vergeten, maar ze slaagt erin om met de anderen te ontsnappen. Liam vlucht met alle kinderen van de veilige haven, terwijl Ruby het opneemt tegen Clancy, het kamp vernietigt en haar samen met Chubs laat ontsnappen. Chubs is ernstig gewond, waardoor Ruby geen andere keuze heeft dan haar paniekknop te gebruiken om de League om hulp te roepen.
De League brengt Chubs naar een ziekenhuis en laat Zu vertrekken met een beschermend gezin. Ruby overtuigt Cate om Liam vrij te laten in ruil voor het innemen van zijn plaats als soldaat in de League. Wetende dat Liam nooit zonder haar zal vertrekken, kust Ruby hem en wist al zijn herinneringen aan zichzelf. Liam verlaat het kamp, terwijl Ruby haar training begint met haar mede-aangedreven kinderen in de League. Elders kijkt Clancy uit over het Amerikaanse leger en de regeringstroepen.

## Rolverdeling
| Acteur              | Personage       |
| ------------------- | --------------- |
| Amandla Stenberg    | Ruby Daly       |
| Mandy Moore         | Dr. Cate Connor |
| Gwendoline Christie | Lady Jane       |
| Harris Dickinson    | Liam Stewart    |
| Skylan Brooks       | Chubs           |
| Miya Cech           | Suzume "Zu"     |
| Patrick Gibson      | Clancy Gray     |
| Golden Brooks       | Molly Daly      |
| Wallace Langham     | Dr. Viceroy     |
| Bradley Whitford    | President Gray  |
| Mark O'Brien        | Rob Meadows     |

## Productie
Op 15 september 2014 kondigde 20th Century Fox aan dat ze de filmrechten van het eerste boek van The Dark Minds-trilogie van Alexandra Bracken verworven had. In juli 2016 werd bekendgemaakt dat Jennifer Yuh Nelson aangetrokken werd als regisseur en in september 2016 werd Amandla Stenberg bevestigd voor de hoofdrol.
De filmopnamen gingen in april 2017 van start in Atlanta (Georgia).
The Darkest Minds kreeg overwegend negatieve kritieken van de filmcritici met een score van 15% op Rotten Tomatoes, gebaseerd op 39 beoordelingen.